# Горбачёва, Жанна Евгеньевна
Жанна Евгеньевна Горбачёва (24 июля 1937 года — 13 февраля 2018 года) — радиомонтажница Московского телевизионного завода Министерства радиопромышленности СССР. Герой Социалистического Труда (1974).
Трудилась радиомонтажницей на Московском телевизионном заводе «Рубин». Ежегодно показывала высокие трудовые результаты. Указом Президиума Верховного Совета СССР (с грифом «не подлежит опубликованию») от 16 января 1974 года «за выдающиеся успехи в выполнении и перевыполнении планов 1973 года и принятых социалистических обязательств» удостоена звания Героя Социалистического Труда с вручением ордена Ленина и золотой медали Серп и Молот. Избиралась депутатом Московского городского совета.
Скончалась в 13 февраля 2018 года. Похоронена на Кунцевском кладбище.